# Pemba Norte
Pemba Norte é uma região da Tanzânia. Sua capital é a cidade de Wete.